# Морфолого-синтаксичне словотворення
Морфолого-синтаксичне словотворення — це спосіб творення слів унаслідок переходу слів або словоформ з однієї частини мови до іншої.
Перехід слова з однієї частини мови до іншої, супроводжуваний перетворенням відповідних парадигматичних характеристик, називається конверсією (від лат. conversio — перетворення, зміна).Слово набуває нового частиномовного (категорійного) значення, відбуваються зміни в граматичних категоріях, іншою стає типова синтаксична функція.
Наприклад, прикметник у ролі підмета або додатка позначає не ознаку предмета, а особу або предмет: Зійшов молодий місяць. До хати увійшов молодий. Відповідно до виконуваної ролі в реченні субстантивований прикметник молодий позначає особу чоловічої статі, втрачає здатність змінюватися за родами: молодий і молода виступають як словотвірні родові кореляти, а не словоформи одного слова.
У сучасній українській мові існують такі процеси переходу слів з однієї частини мови в іншу: субстантивація, ад'єктивізація, прономіналізація, адвербіалізація, нумералізація та інтер'єктивація, спостерігаються також різні переходи між службовими словами та вербалізація.

## Субстантивація
Субстантивізація — перехід інших частин мови в іменник. Перехід прикметника (дієприкметника) в іменник супроводжується набуттям частиномовного значення предметності і типової синтаксичної функції підмета, додатка, змінами в категоріях роду, числа, відмінка (стали самостійними, незалежними). Наприклад:  пряма (ім.) ← пряма лінія, минуле (ім.) ← минуле життя, лютий (ім.) ← лютий мороз, добові ← добові витрати, гроші. Рідше субстантивуються займенники і порядкові числівники: свої допоможуть ← свої люди допоможуть, перший спіткнувся ← перший бігун спіткнувся.

## Ад'єктивізація
Ад'єктивізація — перехід інших частин мови в прикметник. При переході дієприкметника у прикметник міняється частиномовне значення на чисту атрибутивність, втрачаються дієслівні категорії виду, стану, часу. Часто зникає характерна для дієслова синтаксична можливість мати залежні слова (керувати, бути головним при приляганні). Прикметник стає тільки залежним узгодженим словом. Наприклад: сушені гриби ← сушені на сонці гриби, підкреслена увага ← підкреслена олівцем тема. Рідко у прикметники переходять порядкові числівники: співати другу партію, першим голосом.

## Адвербіалізація
Адвербіалізація — перехід різних частин мови у прислівник. Адвербіалізуються переважно іменники, прикметники, займенники, числівники, рідше дієприслівники. При цьому з'являється нове частиномовне значення адвербіальності (ознаки дії чи ознаки іншої ознаки). Слово стає незмінним, втрачає всі іменні або дієслівні категорії: рід, число, відмінок, вид, стан, час, перехідність. Змінюється морфемна будова: прийменники стають префіксами, а відмінкові закінчення — суфіксами. Інколи деривант і дериват відрізняються правописом, наголосом. Набувають типової синтаксичної функції обставин, а в словосполученнях прилягають до головного слова (переважно дієслова). Наприклад: часом (присл.) зустрічатися ← володіти часом (ім.), миттю (присл.) вистрибнув ← дорожити миттю (ім.).

## Прономіналізація
Прономіналізація — перехід слів з інших частин мови  в займенники внаслідок втрати чи послаблення їхнього лексичного значення і набуття узагальненого вказівного значення. У такому значенні можуть вживатися іменники (діло було зимою), прикметники (Семенові вчувалась певна мелодія), числівник один (в одній долині, під горою, і високий явір зеленів).

## Нумералізація
Нумералізація — це перехід змінних частин мови в числівники. Нумералізується іменник раз. Наприклад, тьма народу, безліч птахів.

## Перехід у несамостійні частини мови
Морфолого-синтаксичний спосіб творення характерний для несамостійних частин мови, мотивованих самостійними. Так утворилися міжчастиномовні омоніми: коли (спол.) ← коли (присл.), що (спол.) ← що (займ.), як (спол.) ← як (присл.), будь (частка) ← будь (дієсл.), лишенько (вигук) ← лишенько (ім.), ганьба (вигук) ← ганьба (ім.)
Перехід у частин мови у прийменники називається препозиціоналізацією.(прислівники та іменники здатні переходити всцю частину мови)
Перехід у частин мови у сполучники називається кон'юнкціоналізацією(прислівники та займенники здатні переходити в дану частину мови)
Перехід у частин мови у частки називається партикуляцією.
Перехід частин мови у вигуки називається інтер'єктивацією.

## Вербалізація
Морфолого-синтаксичний спосіб творення дієслів від інших частин мови (вербалізація) не характерний для сучасної української мови. У художньому або розмовному стилях, у дитячому мовленні це перехід вигуків або звуконаслідувальних слів, які в контексті набувають семантичних  і синтаксичних ознак дієслова(процесуальність, функція присудка), але не розвивають повної дієслівної парадигми або й зовсім залишаються незмінними. Наприклад: Ходімо люлі-люлі або гам-гам.